# 대한민국 형법 제51조
대한민국 형법 제51조는 양형의 조건에 대한 형법총칙의 조문이다.

## 조문
제51조(양형의 조건) 형을 정함에 있어서는 다음 사항을 참작하여야 한다.
1. 범인의 연령, 성행, 지능과 환경
2. 피해자에 대한 관계
3. 범행의 동기, 수단과 결과
4. 범행 후의 정황

第51條(量刑의 條件) 刑을 定함에 있어서는 다음 事項을 參酌하여야 한다.
1. 犯人의 年齡, 性行, 知能과 環境
2. 被害者에 對한 關係
3. 犯行의 動機, 手段과 結果
4. 犯行 後의 情況

## 참고 문헌
- 신이철, 형법총론, 경찰승진연구회, 2005. ISBN 9788988777886
- 조현욱, 형법총론강의, 진원사, 2008 ISBN 9788990904621
- 손동권, 형법총론, 栗谷出版社, 2011. ISBN 9788991830936
- 김혜경, Hye-Kyung. (2011). 형법 제51조 양형규정의 개정방향 검토. 형사정책, 23(2), 291-323.
- 신치재. (2007). 양형의 기본원칙과 형법 제51조의 개정방향. 法學論文集, 31(2), 33-58.